# Фаленс, Карель
Карель Фаленс (нидерл. van Falens, 1683—1733) — фламандский живописец, ученик Константина Франкена (англ.) в Антверпене, работал сначала в этом городе, а потом в Париже, где был в 1726 году принят в члены академии и остался до конца своей жизни. Писал охотничьи сцены и пейзажи с фигурами лошадей и наездников в стиле Филипса Воувермана, отличаясь хорошим рисунком, свежестью красок и тонкостью кисти. Картины его имеются в Дрезденской, Луврской и многих других галереях. В Императорском Эрмитаже их две: «Отъезд на охоту» и «Соколиная охота».